# Ганзурино (посёлок при станции)
Ганзу́рино (Ганзу́рино) — населённый пункт (тип: станция) в Иволгинском районе Бурятии, в России. Входит в сельское поселение «Оронгойское». Расположен при железнодорожной станции Ганзурино.

## География
Расположен в 8 км к востоку от центра сельского поселения, улуса Оронгой, на левом берегу реки Селенги, у южного подножия Ганзуринского кряжа. В 4 км ниже по Селенге находится старинное село Ганзурино. На станцию выходит автодорога с 42-го километра автомагистрали А340.

## История
Посёлок при станции возник в конце 1930-х годов при строительстве южной линии ВСЖД Улан-Удэ — Наушки возле села Ганзурино. В 1939 году по станции прошёл первый поезд.
25 августа 1960 года, с упразднением Иволгинского аймака, село Ганзурино и посёлок станции Ганзурино Оронгойского сомсовета переданы в подчинение Селенгинского аймака. 8 декабря 1960 года эти населённые пункты переданы в состав Тарбагатайского аймака.
С образованием в 1963 году Улан-Удэнского аймака село и станция Ганзурино вошли в состав этого района. 19 августа 1985 года за счёт реорганизации Улан-Удэнского района образован Иволгинский район и населённые пункты по левобережью Селенги вошли в состав вновь созданного района.

## Население
| 2010 |
| ---- |
| 149  |

## Инфраструктура
Путевое хозяйство. Действует железнодорожная станция Ганзурино.